# PGA Tour (serie de videojuegos)
PGA Tour es una serie de videojuegos de golf desarrollado y publicado por Electronic Arts y su equipo EA Sports desde 1990.

## Títulos publicados
- PGA Tour Golf
- PGA Tour Golf II
- PGA Tour Golf III
- PGA Tour 96
- PGA Tour 97
- PGA Tour 98
- Tiger Woods 99 PGA Tour Golf
- Tiger Woods PGA Tour 2000
- Tiger Woods PGA Tour 2001
- Tiger Woods PGA Tour 2002
- Tiger Woods PGA Tour 2003
- Tiger Woods PGA Tour 2004
- Tiger Woods PGA Tour 2005
- Tiger Woods PGA Tour 06
- Tiger Woods PGA Tour 07
- Tiger Woods PGA Tour 08
- Tiger Woods PGA Tour 09
- Tiger Woods PGA Tour 10
- Tiger Woods PGA Tour 11
- Tiger Woods PGA Tour 12
- Tiger Woods PGA Tour 13
- Tiger Woods PGA Tour 14
- Rory McIlroy PGA Tour

## Plataformas
Se han publicado ediciones de los videojuegos para las siguientes plataformas: MS-DOS, Sega Megadrive, Amiga, Macintosh, SNES, Master System, Game Gear, PlayStation, Game Boy, 3DO, Sega Saturn, Microsoft Windows, Game Boy Color, PlayStation 2, Game Boy Advance, Xbox, GameCube, Mac OS, N-Gage, Nintendo DS, PlayStation Portable, Mac OS X, Xbox 360, PlayStation 3, Wii, iOS, PlayStation 4 y Xbox One.

## Imagen
Desde 1998 los juegos llevaron la imagen y nombre de Tiger Woods hasta que en 2015 se usó la de Rory McIlroy.